# غل تبة قورميش (بهي دهبكري)
غل تبة قورمیش (بالفارسية: گل‌تپه‌قورمیش) هي قرية تقع في إيران في قسم بهي دهبکري الريفي. يقدر عدد سكانها بـ 394 نسمة بحسب إحصاء 2016.